# August Lanner
Augustin Lanner (Vienna, 23 gennaio 1835 – Vienna, 27 settembre 1855) è stato un compositore austriaco.
Fu figlio del più noto Josef Lanner. Studiò alla Scuola di St. Anna, dove non ricevette nessun'istruzione musicale, che gli fu fornita, prima dal maestro di cappella Josef Strebinger in armonia e dopo dal compositore viennese Josef Hellmesbergee e dal professore Josef Mayseder. 
Tra i tentativi nella composizione musicale c'è un valzer che non sopravvisse all'oblio.
Dopo la morte di suo padre nel 1843, all'età di 8 anni August ne diresse l'orchestra al Brauhausgarten in Fünfhaus di fronte a circa 2.000 visitatori. Debuttò come compositore nel 1853, ma era destinato a vivere solo fino a 20 anni a causa di una malattia ai polmoni. Nella carriera di breve durata ha composto circa 30 pezzi di danza.